# Autorsko pravo
Autorsko pravo je pravo koje uživaju stvaraoci (autori) književnih, naučnih i umetničkih dela (autorska dela), a koje im daje isključivo pravo korišćenja ili odobravanja drugima korišćenja svog dela, a uključuje i sistem zaštite tih prava. U objektivnom smislu, ono je sistem pravnih pravila i načela koje regulišu prava koje zakon daje autoru dela.
Autoru pripada autorsko pravo na njegovu autorskom delu činom samog ostvarenja dela i, za razliku od većine drugih oblika intelektualnog vlasništva, ne podleže nikakvom administrativnom ili registracionom postupku. Njime se ne štiti ideja nego delo koje je izražaj ideje ljudskog uma, bez obzira na vrstu ili kvalitet izražaja. 
Autorsko pravo i srodna prava ključni su za ljudsko stvaralaštvo, jer pružaju autorima podsticaj u obliku priznanja i novčanih naknada, a s druge strane pružaju im određenu sigurnost da se njihova dela mogu da distribuiraju bez straha od neovlašćenog kopiranja ili piraterije, a ukoliko do toga dođe, osigurana im je određena zaštita autorskog prava.
Autorsko pravo karakteristično je za evropski pravni krug (prvenstveno se razvilo u francuskom pravu). U anglosaksonskom pravu koristi se pojam kopirajt. Temeljna razlika između autorskog prava i kopirajta je ta, što je prvo bazirano na ideji sopstvenog prava autora kod kojeg postoji veza između autora i njegove tvorevine, dok se kopirajt ograničava striktno na delo kao takvo.

## Pojam autorskog dela
Autorsko delo je originalna tvorevina autora, bez obzira na formu u kojoj je izražena, kao i namenu, veličinu, sadržaj i način iskazivanja.
U autorska dela spadaju:
1. pisana dela (knjige, brošure, članci, prevodi, računarski programi itd.)
2. govorna dela (govori, besede, predavanja itd.)
3. dramska, koreografska i dela pozorišne režije, pantomimska dela i dela koja potiču iz folklora, muzička dela
4. filmska dela (kinematografija i televizija)
5. dela likovne umetnosti (skice, crteži, slike, grafike, skulpture itd.)
6. dela arhitekture i primenjene umetnosti i industrijskog dizajna
7. geografske i topografske karte, planovi, skice, makete i fotografije itd.

## Srodna prava
Autorskom pravu srodna prava odnose se na prava i obim pravne zaštite umetničkog izražaja, te zaštite organizacionih, poslovnih i finansijskih ulaganja u izvođenje, proizvodnju, distribuciju i radiodifuziju autorskih dela, a obuhvataju:
- prava umetnika izvođača na njihovim izvedbama;
- prava proizvođača fonograma na njihovim fonogramima;
- prava filmskih producenata (proizvođača videograma) na njihovim videogramima;
- prava organizacija za radiodifuziju na njihovim emitovanjima;
- prava izdavača na njihovim izdanjima;
- prava proizvođača baza podataka na njihovim bazama podataka.

Područje srodnih prava ubrzano se razvilo u proteklih 50 godina. Srodna prava razvila su se uz autorsko pravo i najčešće su vezana uz omogućavanje saopštavanje autorskog dela javnosti.

## Pravni izvori
Kao deo međunarodnog privatnog prava, autorsko pravo i srodna prava, sastavnice pravnog područja intelektualnog vlasništva, imaju naglašeno međunarodnopravno obeležje. Međutim, kao deo unutrašnjeg prava, svaka država donosi i sopstvene, unutrašnje propise koje uređuju ovo područje.

### Međunarodne konvencije i ugovori
- Bernska konvencija o zaštiti književnih i umetničkih djela (Bernska konvencija)
- Univerzalna konvencija o autorskom pravu prema izvornom tekstu (Univerzalna konvencija-Ženeva)
- Univerzalna konvencija o autorskom pravu revidirana u Parizu (Univerzalna konvencija-Pariz)
- Konvencija o osnivanju Svetske organizacije za intelektualno vlasništvo (Konvencija o osnivanju VIPO)
- Međunarodna konvencija za zaštitu umetnika izvođača, proizvođača fonograma i organizacija za radiodifuziju (Rimska konvencija)
- Konvencija o distribuciji signala za prenos programa preko satelita (Satelitska konvencija)
- Konvencija o zaštiti proizvođača fonograma od nedozvoljenog kopiranja njihovih fonograma (Fonogramska konvencija)
- Ugovor o trgovinskim aspektima prava intelektualne svojine Svetske trgovinske organizacije (Sporazum TRIPS )
- Ugovor o autorskom pravu Svetske organizacije za intelektualnu svojinu (VIPO Ugovor o autorskom pravu)
- Ugovor o izvođenju i fonogramima Svetske organizacije za intelektualnu svojinu (VIPO Ugovor o izvedbama i fonogramima)

### Direktive Evropskog parlamenta i Saveta EU
- Direktiva Saveta 91/250/EEC od 14. maja 1991. o zakonskoj zaštiti računarskih programa
- Direktiva Saveta 92/100/EEC od 19. novembra 1992. koja se odnosi na pravo iznajmljivanja i pravo pozajmljivanja te na određena prava srodna autorskom pravu u području intelektualne svojine
- Direktiva Saveta 93/83/EEC od 27. septembra 1993. o koordinaciji nekih pravila koja se odnose na autorsko pravo i srodna prava primenljivih na satelitsku radiodifuziju i kabelsku
- Direktiva Saveta 93/98/EEC od 29. oktobra 1993. kojom se harmonizuje rok zaštite autorskog prava i nekih srodnih prava
- Direktiva 96/9/EC Evropskog Parlamenta i Saveta od 11. marta 1996. o zakonskoj zaštiti baza podataka
- Direktiva 2001/29/EC Evropskog Parlamenta i Veća od 22. maja 2001. o harmonizaciji određenih aspekata autorskog prava i srodnih prava u informatičkom društvu
- Direktiva 2001/84/EC Evropskog Parlamenta i Veća od 27. septembra 2001. o pravu sleđenja u korist autora izvornika umetničkog dela

## Autorsko delo
Autorsko delo je originalna intelektualna tvorevina iz književnog, naučnog i umetničkog područja koja ima individualni karakter, bez obzira na način i oblik izražavanja, vrstu, vrednost ili namenu. Prema tome, bitne karakteristike, da bi se neko delo smatralo autorskim, su: 
- originalnost intelektualnog (kreativnog) ostvarenja, odnosno ostvarenja ljudskog duhovnog stvaralaštva - originalnost (izvornost) u smislu autorskog prava ne zahteva apsolutnu novost, već se traži tzv. subjektivna originalnost (izvornost), odnosno novost u subjektivnom smislu. Delo se smatra subjektivno originalnim ako autor ne oponaša drugo njemu poznato delo
- književno, naučno ili umetničko područje dela - navedena sintagma ima u autorskom pravu značajno šire značenje, nego što u teoriji književnosti znače književna dela, a u istoriji umetnosti umetnička dela.

Zaštitu autorskog prava uživaju izražaji, što podrazumeva vidljivu formu određene ideje koja se postiže pomoću različitih sredstava izražavanja, kao što su npr. pisana ili izgovorena reč, pokret tela, zvuk, kao različiti dvodimenzionalni ili trodimenzionalni oblik.
Autorska dela jesu naročito: 
- jezična dela (pisana dela, govorna dela, računarski programi) - npr. romani, pesme, priručnici, novine;
- muzička dela, s rečima ili bez reči;
- dramska i dramsko-muzička dela;
- koreografska i pantomimska dela;
- dela likovne umetnosti (s područja slikarstva, vajarstva i grafike), bez obzira na materijal od kojega su načinjena, te ostala dela likovnih umetnosti;
- dela arhitekture
- dela primenjenih umetnosti i industrijskog dizajna;
- fotografska dela i dela proizvedena postupkom sličnim fotografskom;
- audiovizuelna dela (kinematografska dela i dela stvorena na način sličan kinematografskom stvaranju) - u pravilu filmovi;
- kartografska dela;
- prikazi naučne ili tehničke prirode kao što su crteži, planovi, skice, tabele i dr.

Prevodi, prilagodbe, muzičke obrade i druge prerade autorskog dela, koje su originalne intelektualne tvorevine individualnog karaktera, zaštićeni su kao samostalna autorska dela. Prevodi službenih tekstova iz područja zakonodavstva, uprave i sudstva zaštićeni su osim ako su učinjeni radi službenog informisanja javnosti i kao takvi objavljeni.
Zbirke samostalnih autorskih dela, podataka ili druge građe kao što su enciklopedije, zbornici, antologije, elektronske baze podataka i sl., koje prema izboru ili rasporedu sastavnih elemenata čine sopstvene intelektualne tvorevine njihovih autora, zaštićene su kao takve.
Narodne književne i umetničke tvorevine u izvornom obliku nisu predmetom autorskog prava, ali se za njihovo saopštavanje javnosti plaća naknada kao za saopštavanje javnosti zaštićenih autorskih dela.
Pošto narodne književne i umetničke tvorevine u izvornom obliku nisu predmet autorskog prava (što je posebno pitanje, jer delo postoji ali je autor nepoznat i rokovi zaštite su istekli) onda je naplata za njihovo javno saopštavanje nezakonita. U pitanju su dela iz javnog domena i niko nema prava da naplaćuje njihovu upotrebu. Svaki naplatilac korišćenja takvog dela, makar to bila i kolektivna organizacija, se na takav način neosnovano bogati. Postoje ideje da se folklor kao takav zaštiti autorskim pravom koji bi pripadao narodu iz kojeg potiče ali se nije odmaklo dalje od teorijskog promišljanja o tome.

## Nosioci autorskog prava i srodnih prava
Nosilac autorskog prava je najčešće fizička osoba - autor - koja je stvorila originalnu intelektualnu tvorevinu (autorsko delo), koja ima individualni karakter i koja je na neki način izražena. Autoru pripada autorsko pravo na njegovom delu činom stvaranja dela bez ispunjavanja bilo kakvih formalnosti, kao što su registracija ili depozit dela. Nosilac imovinskih autorskih prava može biti i pravno lice.
Autorom se smatra ličnost čije je ime, pseudonim ili znak na uobičajen način označen na primercima dela dok se ne dokaže suprotno. Ako je više autora učestvovalo u izradi dela radi se o koautorskom delu. Ako je tako ostvareno delo nedeljiva celina, koautorima pripada zajedničko autorsko pravo na stvorenom delu. Ako dva ili više autora sastave svoja dela radi njihovog zajedničkog korišćenja, svaki od autora zadržava autorsko pravo na svom autorskom delu.
Nosilac drugih srodnih prava može biti svaka fizička i pravna osoba, osim prava umetnika izvođača koje, po svojoj naravi, pripada fizičkoj osobi koja izvede delo iz književnog ili umetničkog područja ili izražaje folklora.

## Sadržaj autorskog prava
Autorsko pravo se sastoji od: 
- moralna prava autora - štite lične i duhovne veze autora s njegovim delom,
- imovinska prava autora - štite imovinske interese autora u pogledu korišćenja njegovih dela,
- druga prava autora - štite ostale interese autora u pogledu njegovog dela.

Autorsko pravo ne štiti ideje, naučna otkrića, postupke, metode rada i matematičke koncepte, službene tekstove iz područja zakonodavstva, uprave i sudstva (npr. pravne propise, upravne akte, sudske presude), kao ni njihove zbirke koje su objavljene radi službenog informisanja javnosti (službena glasila, dnevne novosti i druge vesti koje imaju karakter obične medijske informacije.

### Moralna prava
Moralna prava autora obuhvataju: 
- Pravo prvog objavljivanja – autor ima pravo da odluči kada i kako će njegovo delo da postane pristupačno javnosti,
- Pravo na priznanje autorstva – autor ima pravo da bude priznat i označen kao autor dela (pravo paterniteta), i svaka ličnost koja javno koristi autorsko delo je dužna da na odgovarajući način naznači autora dela (na primer na grafičkom izdanju dela, na programu koncertne izvedbe dela i sl.), osim ako autor u pisanom obliku izjavi da ne želi da bude naveden.
- Pravo na poštovanje autorskog dela i čast ili ugled autora – autor ima pravo da se usprotivi svakom deformisanju, sakaćenju ili drugoj izmeni svojeg dela (pravo integriteta) i svakom korišćenju dela koji ugrožava njegovu čast ili ugled (pravo na reputaciju),
- Pravo pokajanja – autor ima pravo da opozove pravo korišćenja dela i da spreči njegovo dalje korišćenje uz nadoknadu štete korisniku toga prava, ako bi dalje korišćenje škodilo njegovoj časti ili ugledu. Time se uvažava činjenica da je autorsko delo odraz autorove ličnosti, iz čega sledi da se autoru daje pravna mogućnost da na specifičan način utiče na buduće korišćenje svojeg već objavljenog ili izdatog dela. Pravo pokajanja traje za života autora i on ga se ne može odreći.

### Imovinska prava
Imovinska prava su isključiva prava autora, jer autor može da odobri ili zabrani korišćenje svog dela na bilo koji način. Time se potvrđuje apsolutnost (delovanje prema svima) autorskih imovinskih prava koja naročito obuhvataju pravo reprodukcije, pravo distribucije (stavljanja u saobraćaj), pravo saopštavanja javnosti te pravo prerade. Ona obuhvataju svaki oblik iskorištavanja autorskog dela kod kojeg dolazi do izražaja potreba za zaštitom imovinskih interesa autora. Imovinska prava autora prava manifestuju se naročito kao: 
- pravo reprodukcije (pravo umnožavanja) – pravo izrade autorskog dela u jednom ili više primeraka, u celosti ili u delovima, neposredno ili posredno, privremeno ili trajno, bilo kojim sredstvima i u bilo kojem obliku.
- pravo distribucije (pravo stavljanja u saobraćaj) i iznajmljivanje - pravo distribucije je isključivo pravo stavljanja u saobraćaj izvornika ili primeraka autorskog dela prodajom ili na koji drugi način. Iznajmljivanje označava davanje na korišćenje izvornika ili primeraka dela u ograničenom periodu, radi ostvarivanja neposredne ili posredne imovinske ili komercijalne koristi.
- pravo saopštavanja autorskog dela javnosti obuhvata:
  - pravo javnog izvođenja (npr. izvođenje u živo na priredbi ili koncertu, recitovanjem ili sviranjem i pevanjem),
  - pravo javnog prikazivanja scenskih dela (npr. scenska izvedba dramskog dela u pozorištu),
  - pravo javnog prenošenja (npr. kada se muzičko delo koje se javno izvodi uživo u koncertnoj dvorani, istovremeno saopštava javnosti izvan prostora te dvorane pomoću zvučnika ili na ekranu),
  - pravo javnog saopštavanja fiksiranog dela (npr. puštanje muzike s CD-a putem muzičkih linija i CD plejera),
  - pravo javnog prikazivanja,
  - pravo radiodifuzijskog emitovanja,
  - pravo radiodifuzijskog reemitovanja (slučaj kada se delo koje je primarno emitovala jedna organizacija za radiodifuziju istovremeno u celosti i u neizmijenjenom obliku reemituje putem kablovske mreže ili od strane druge organizacije za radiodifuziju),
  - pravo javnog saopštavanja radiodifuzijskog emitovanja (slučajevi javnog saopštavanja kao što su oni kada se u ugostiteljskom objektu javno pušta muzika s radija ili televizije bez naplate ulaznica),
  - pravo stavljanja na raspolaganje javnosti (pravo saopštavanja javnosti putem Interneta ili druge slične globalne digitalne mreže).
- pravo prerade - isključivo je pravo na prevođenje, prilagođavanje, muzičku obradu ili koju drugu prepravku autorskog dela.

### Druga prava
Tzv. „druga prava autora“ su prava koja nose obeležja i imovinskih i moralnih prava, a ne mogu da se svrstaju ni u jednu od navedenih kategorija. Ona obuhvataju prava na naknadu, pravo sleđenja (pravo autora na odgovarajući udio od prodajne cene, ostvarene svakom preprodajom originala njegova likovnog dela koja usledi nakon prvog otuđenja dela od strane autora) i ostala druga prava autora (pravo pristupa delu, pravo zabrane javnog izlaganja dela i sl).
Kršenje autorski prava odnosno "krađa" autorskog dela ili umetničkog dela naziva se plagijat.

## Ograničenja autorskog prava
Objavljenim autorskim delom može da se koristi bez autorovog odobrenja ili bez autorovog odobrenja i bez plaćanja naknade, samo u slučajevima kada to zakon izričito dopušta:
1. privremene radnje reprodukcije autorskog dela
2. reprodukcija autorskog dela - fizička osoba može reprodukovati autorsko delo na bilo koju podlogu ako to čini za privatno korišćenje, kao i reprodukovati autorsko delo u obliku fotokopije i za drugo sopstveno korišćenje, koje nema direktno ili posredno komercijalnu svrhu i nije namenjeno ili pristupačno javnosti. Nije dopuštena reprodukcija cele knjige osim ako su primerci te knjige rasprodani najmanje dve godine, notnih zapisa, elektroničkih baza podataka, kartografskih dela kao ni izgradnja arhitektonskog objekta.
3. efemerne snimke - organizacija za radiodifuziju koja ima odobrenje za emitovanje autorskog dela može da snimi to delo sopstvenim sredstvima na nosač zvuka, slike ili teksta za potrebe sopstvenog emitovanja
4. javne arhive, javne biblioteke, obrazovne i naučne ustanove, ustanove za predškolski odgoj i socijalne (karitativne) ustanove, a koje svoje usluge ne naplaćuju, mogu iz vlastitog primerka reprodukovati autorsko delo na bilo koju podlogu u najviše jednom primerku
5. korišćenje autorskog dela u nastavi ili naučnom istraživanju, sudskim i upravnim odlukama, u svrhu informisanja javnosti
6. citati - dopušteno je doslovno navođenje ulomaka autorskog dela koje je na zakonit način postalo pristupačno javnosti, radi naučnog istraživanja, nastave, kritike, polemike, recenzije, osvrta, u meri opravdanoj svrhom koja se želi da se postigne i u skladu s dobrim običajima, time da se mora naznačiti izvor i ime autora
7. dopušteno je reprodukovanje autorskih dela koja su trajno smeštena na ulicama, trgovima, parkovima ili drugim mestima pristupačnim javnosti te distribuisanje i priopštavanje javnosti takvih reprodukcija.
8. dopuštena je prerada autorskog dela u parodiju u meri koja je potrebna za njen smisao, kao i karikaturu, a uz navođenje dela koje se prerađuje i njegovog autora. Napomena: srpski zakon ne poznaje tu mogućnost, za razliku od hrvatskog ili zakona EU.

## Registracija

### Postupak registracije
Iako je svako autorsko delo zaštićeno od trenutka njegovog nastanka i sticanje autorskog prava ne podleže formalnim i administrativnim postupcima, u pojedinim zemljama, uključujući i Republiku Srbiju, osnovani su posebni odseci za deponovanje autorskih prava gde autori mogu opciono registrovati svoja autorska dela što znači da sama registracija nije obavezna.
Kako bi što jednostavnije dokazali svoje stvaralaštvo, u okviru nacionalnog zavoda Republike Srbije je organizovan odsek za autorska i srodna prava-zavod za intelektualnu svojinu koji nam omogućava deponovanje tj registraciju. Prijavu za registraciju može podneti nosilac autorskog prava. Prijava se podnosi nadležnom organu u pisanom obliku, direktno ili poštom. Prijava sadrži zahtev za unošenje u evidenciju i deponovanje autorskih dela, primerak autorskog dela i dokaz o uplati administrativne takse. Autorska dela koja se podnose za registrovanje moraju biti zabeležena u formi koja omogućava neposredno prepoznavanje jer u suprotnom nadležni organ obaveštava autora o nepravilnosti i neophodnosti korigovanja prijave. Autor je dužan da svoje delo prikaže na istinit i verodostojan način.
Administrativna taksa za unošenje u registar iznosi pet hiljada i trista četrdeset dinara dok prijava pet stotina i trideset dinara. Potvrda o registraciji se izdaje podnosiocu prijave. Podaci koji se nalaze u evidenciji se smatraju istinitim dok se suprotno ne dokaže.

### Značaj registracije
Veoma je značajno da svoju dovitljivost, kreativnost, sposobnost, originalnost koju iskazujemo u okviru umetničkog dela, bez obzira na formu, zaštitimo na pravni način. Ljudsko stvaralaštvo je neophodno podsticati.Registracija pruža pravnu sigurnost nosiocima autorskog prava da njihova dela neće biti predmet nedozvoljenog umnožavanja i piraterije. Za samog autora je najvažnije sačuvati svoj identitet koji je predstavljen njegovim delom.
Autor u slučaju zloupotrebe svog dela svoje pravo može ostvariti pred nadležnim sudovima i zahtevati naknadu štete zbog povrede moralnih prava.

## Autorska prava i internet
Sa progresivnim razvojem tehnologije tokom poslednje dve decenije, postala je evidentna potreba za regulisanjem autorskih prava dela koja se koriste putem interneta. Na rešavanju ovog problema aktivno je angažovana Svetska organizacija za intelektualnu svojinu WIPO koja putem ugovora Архивирано на веб-сајту  (9. јул 2011) koji sadrže međunarodnopravne norme regulišu korišćenje autorskih dela na internetu i drugim digitalnim mrežama.

## Vremensko ograničenje autorskog prava
Autorsko pravo traje za života autora i sedamdeset godina nakon njegove smrti, bez obzira kada je autorsko delo zakonito objavljeno. Autorsko pravo na anonimnom autorskom delu te objavljeno pod pseudonimom traje sedamdeset godina od zakonite objave tog dela. Prestankom autorskog prava, autorsko delo postaje javno dobro, te može slobodno da se koristi uz obavezu priznanja autorstva, poštovanja autorskog dela te časti ili ugleda autora.